# Henri de Lacaze-Duthiers
Félix Joseph Henri de Lacaze-Duthiers est un anatomiste, un marin, biologiste et un zoologiste français, né le 15 mai 1821 à Montpezat (Lot-et-Garonne) et mort le 21 juillet 1901 au château de Las Fonts à Alles-sur-Dordogne (Dordogne).

## Biographie

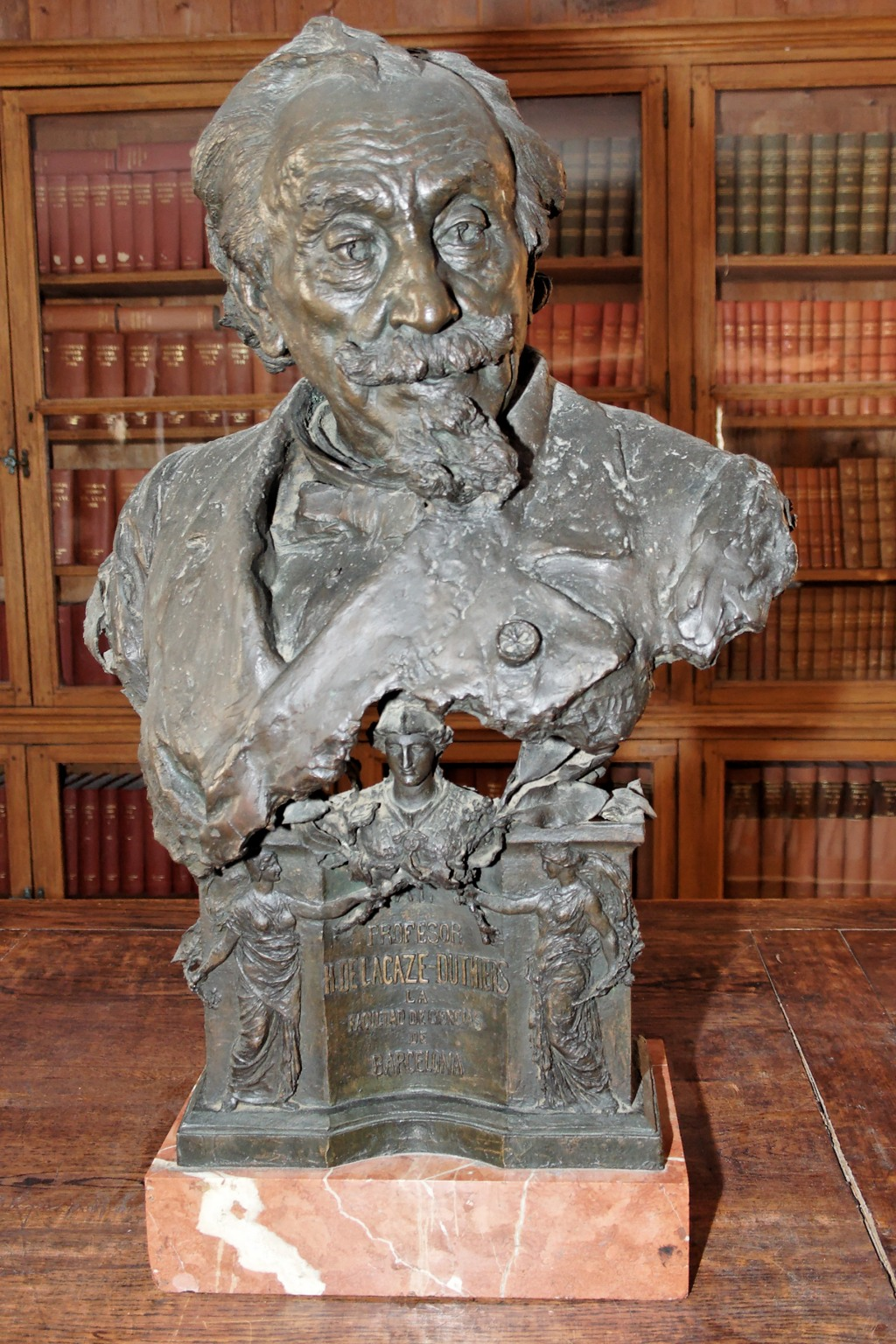
Henri de Lacaze-Duthiers, Station biologique de Roscoff

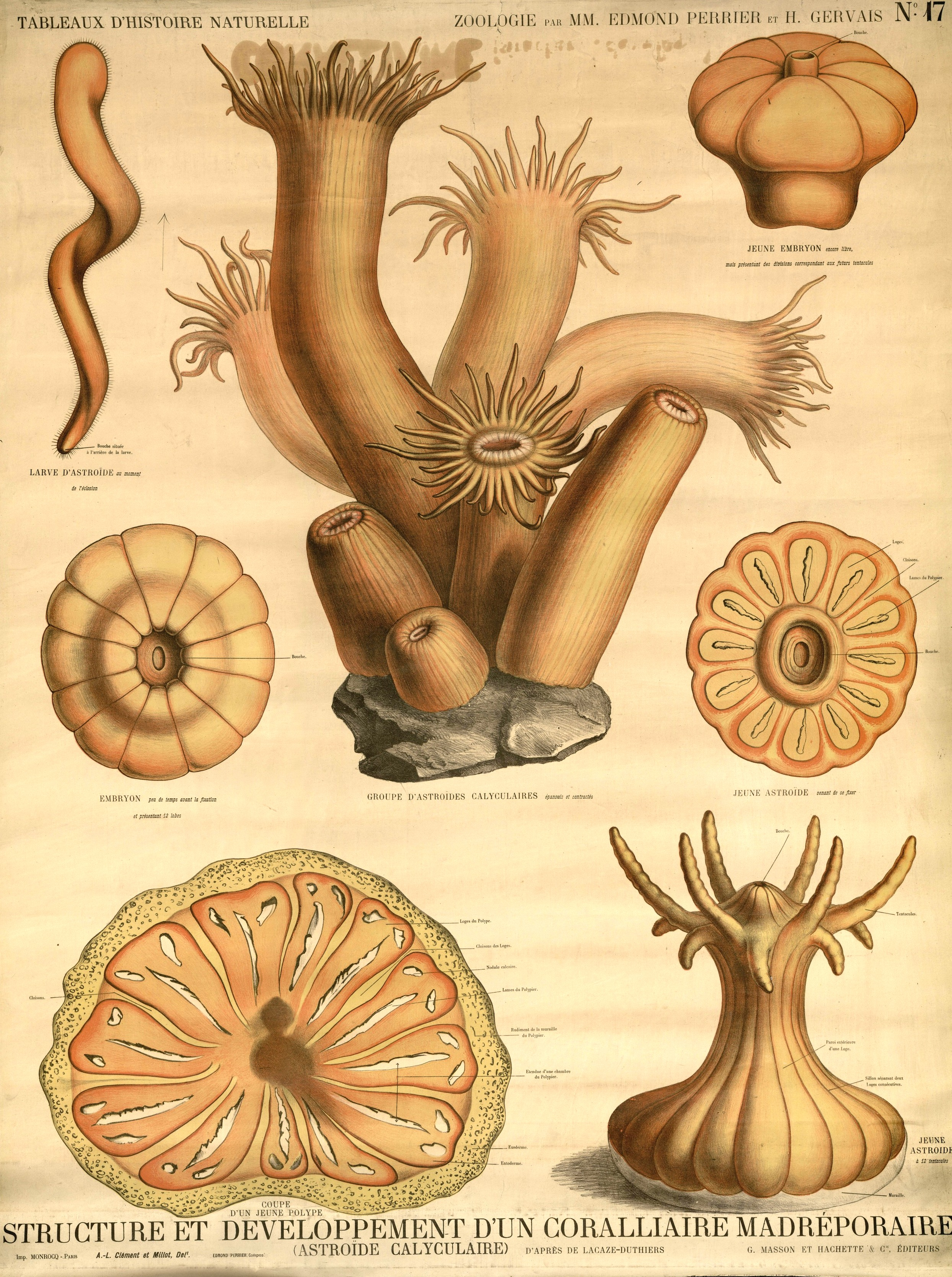
Planche de Perrier et Gervais

Henri de Lacaze-Duthiers est le second fils du baron de Lacaze-Duthiers, descendant d'une ancienne famille gasconne. Il étudie la médecine à Paris. Il assiste aux cours d'Henri-Marie Ducrotay de Blainville (1777-1850) et d'Henri Milne-Edwards (1800-1885) et devient, après sa licence, son préparateur à la Sorbonne. Il est interne à l’hôpital Necker auprès d’Armand Trousseau (1801-1867). Il obtient son titre de docteur en 1851 avec une thèse intitulée De la Paracentèse de la poitrine, et des épanchements pleurétiques qui nécessitent son emploi. En 1852, il doit quitter ses fonctions après avoir refusé de prêter serment après le coup d’État de Louis-Napoléon Bonaparte (1808-1873). Il obtient le doctorat ès sciences l’année suivante. Lacaze-Duthiers part alors aux Baléares pour y étudier les animaux marins, et est accompagné par son ami Jules Haime (1824-1856).
Il revient à Paris en 1854 et obtient, grâce à Henri Milne-Edwards un poste de professeur de zoologie à la faculté de Lille. Le doyen de la faculté n’est autre que Louis Pasteur (1822-1895) qui le recommande en 1863 comme maître de conférence à l’École normale supérieure, où Alfred Giard et Edmond Perrier sont ses élèves.
En 1858, ses observations sur le corail rouge en Corse attirent l'attention. En 1860, le gouverneur général d'Algérie le charge d'une étude sur le corail et la pêche. Il saisit cette opportunité pour se spécialiser sur l'étude des coraux. En outre, il va étudier le cycle de vie et le développement de nombreuses espèces de mollusques tels que les Dentales, ou les Tridacnes. 
En 1864, il commence à remplacer Achille Valenciennes (1794-1865) au Muséum national d'histoire naturelle et obtient sa chaire d’histoire naturelle des mollusques, des vers et des zoophytes l’année suivante. Il est élu à l’Académie des sciences en 1871. Il fonde deux laboratoires consacrés à la biologie marine : le laboratoire de Roscoff en 1872 et le laboratoire Arago en 1882 à Banyuls-sur-Mer. Sa dépouille est enterrée à proximité de ce dernier établissement, face à la mer, dans un monument surmonté d'une statue.

## Approche théorique
Il s'inscrit dans une approche théorique positiviste favorisant les théories pouvant être testées par des expériences, et en ceci son approche se distingue du fixisme de Cuvier.

## Œuvre
Henri de Lacaze-Duthiers est l’auteur de plus de 250 publications, notamment :
- Recherches sur l'armure génitale femelle des insectes, Paris, L. Martinet, 1853 (lire en ligne)
- Histoire de l’organisation, du développement, des mœurs et des rapports zoologiques du dentale (Paris, 1858).
- Histoire naturelle du corail, organisation, reproduction, pêche en Algérie, industrie et commerce (Paris, 1864).
- Faune du Golfe du Lion : coralliaires, zoanthaires sclerodermés (Paris, 1897).

Il est le fondateur de la revue intitulée les Archives de zoologie expérimentale et générale, qui sera ensuite dirigée par son élève Georges Pruvot (1852-1924). Celle-ci joue un rôle considérable dans l'orientation de la recherche zoologique de son époque. Il participe également à la fondation de l’Association française pour l'avancement des sciences.

## Sources
- Archives et bibliothèque d'Henri de Lacaze-Duthiers, Sorbonne Université, numérisations disponibles sur : https://patrimoine.sorbonne-universite.fr/collection/Fonds-Lacaze-Duthiers.
- Archives d'Henri de Lacaze-Duthiers, Instrument de recherche, Sorbonne Université, disponible sur : http://www.calames.abes.fr/pub/#details?id=FileId-4864
- Philippe Jaussaud & Édouard R. Brygoo (2004). Du Jardin au Muséum en 516 biographies. Muséum national d’histoire naturelle de Paris : 630 p.
- Antony Adler, "The Hybrid Shore: The Marine Station Movement and Scientific Uses of the Littoral, 1843–1910" in Soundings and Crossings Doing Science at Sea: 1800–1970, ed. by Katharine Anderson and Helen M. Rozwadowski (Sagamore: Science History Publications, 2016).
- « Monument de Lacaze-Duthiers », notice no IM66002048, sur la plateforme ouverte du patrimoine, base Palissy, ministère français de la Culture.